# Amoureux dans un parc
Amoureux dans un parc est une peinture à l'huile sur toile réalisée en 1758 par François Boucher. L'œuvre est conservée au Timken Museum of Art de San Diego sous le no 1965:003.

## Sources
- (en) Cet article est partiellement ou en totalité issu de l’article de Wikipédia en anglais intitulé « Lovers in a Park » (voir la liste des auteurs).